# Basconcillos del Tozo
Basconcillos del Tozo es un municipio y entidad local menor española de la provincia de Burgos, en la comunidad autónoma de Castilla y León, comarca de Páramos, partido judicial de Burgos.

## Geografía

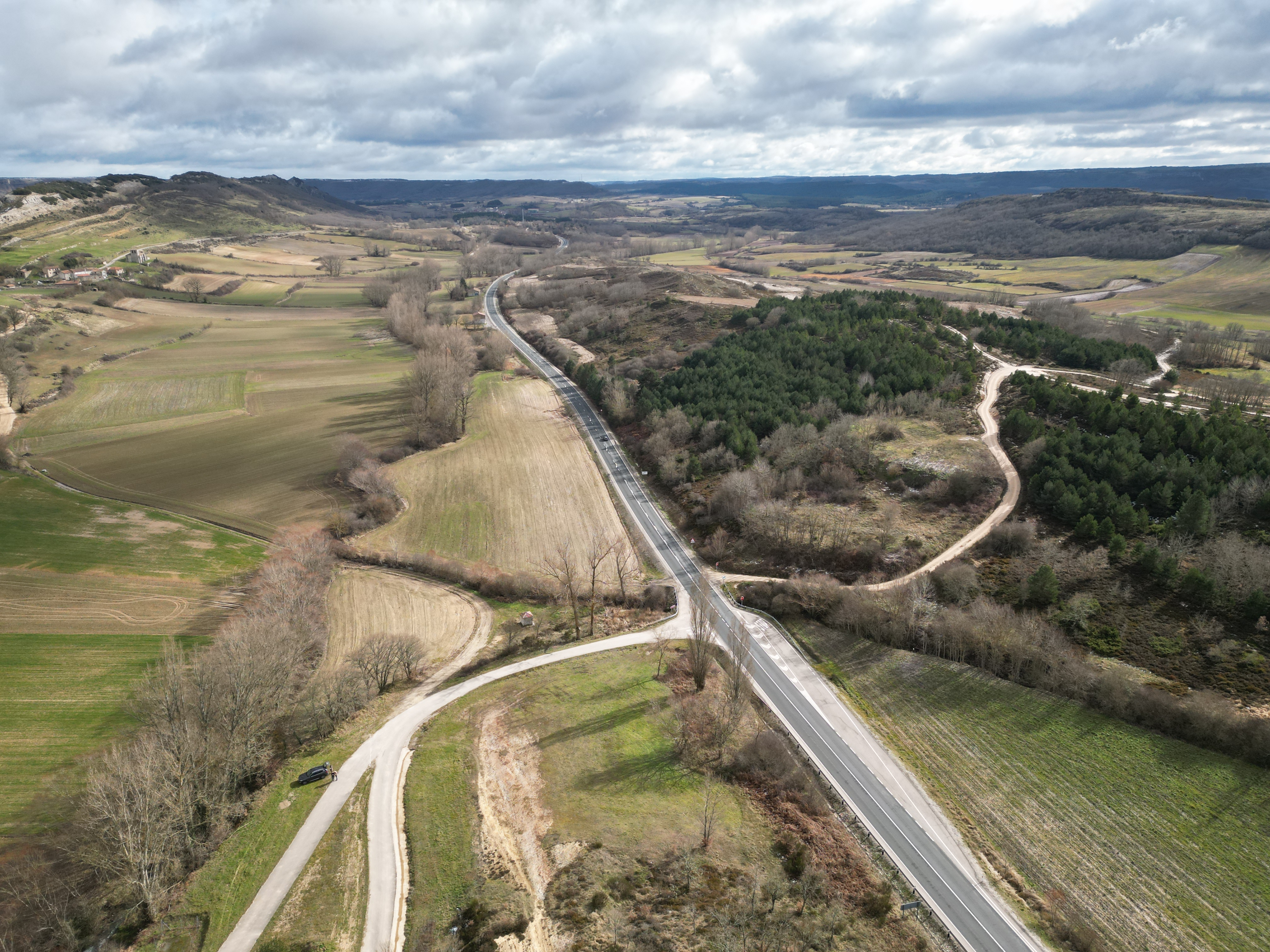
Paisaje del municipio atravesado por la carretera N-627

El suelo y subsuelo del área de Basconcillos se encuadra dentro de la era Mesozoica. Aparece algo de Jurásico en forma de anticlinales fallados pero el predominio corresponde al periodo Cretácico Superior e Inferior. El Superior corresponde al área más elevada, próxima a La Lora; el Inferior al área más llana.
El denominado “anticlinal de Basconcillos” tiene al norte una importante falla. Los sondeos petrolíferos han puesto en evidencia una gran complejidad en la zona. Tal estructura está asociada al “anticlinal de San Mamés de Abar”.
El pueblo está al borde del "sinclinal de La Lora" con predominio de las rocas sedimentarias de tipo calizo.
En el área próximo a la Cueva del Agua en la que se sumerge el río Hurón o Urón pertenece a la era Cenozoica, periodo Cuaternario, época Holoceno. Se muestra en las calizas, limos y arcillas por donde discurre el río antes de la cueva.
Producto de todo ello es que existen arenas bituminosas.

### Comarca delTozo
- El Tozo

El Tozo es el apellido de una comarca administrativa ampliada por la fusión de los Ayuntamientos de Basconcillos del Tozo y La Piedra. Se encuentra a menos de 50 kilómetros de la capital burgalesa, ocupa una extensión 120,666 km². Es una zona de transición a la montaña y ello se ve reflejado en el clima semi-húmedo y frío, con inviernos fríos, duros y largos, con abundancia de nieves y heladas, y veranos cortos y secos. Con grandes oscilaciones termométricas. La lluvia, bastante abundante, queda muy repartida estacionalmente, con la excepción de un periodo más seco de julio y agosto.

## Historia

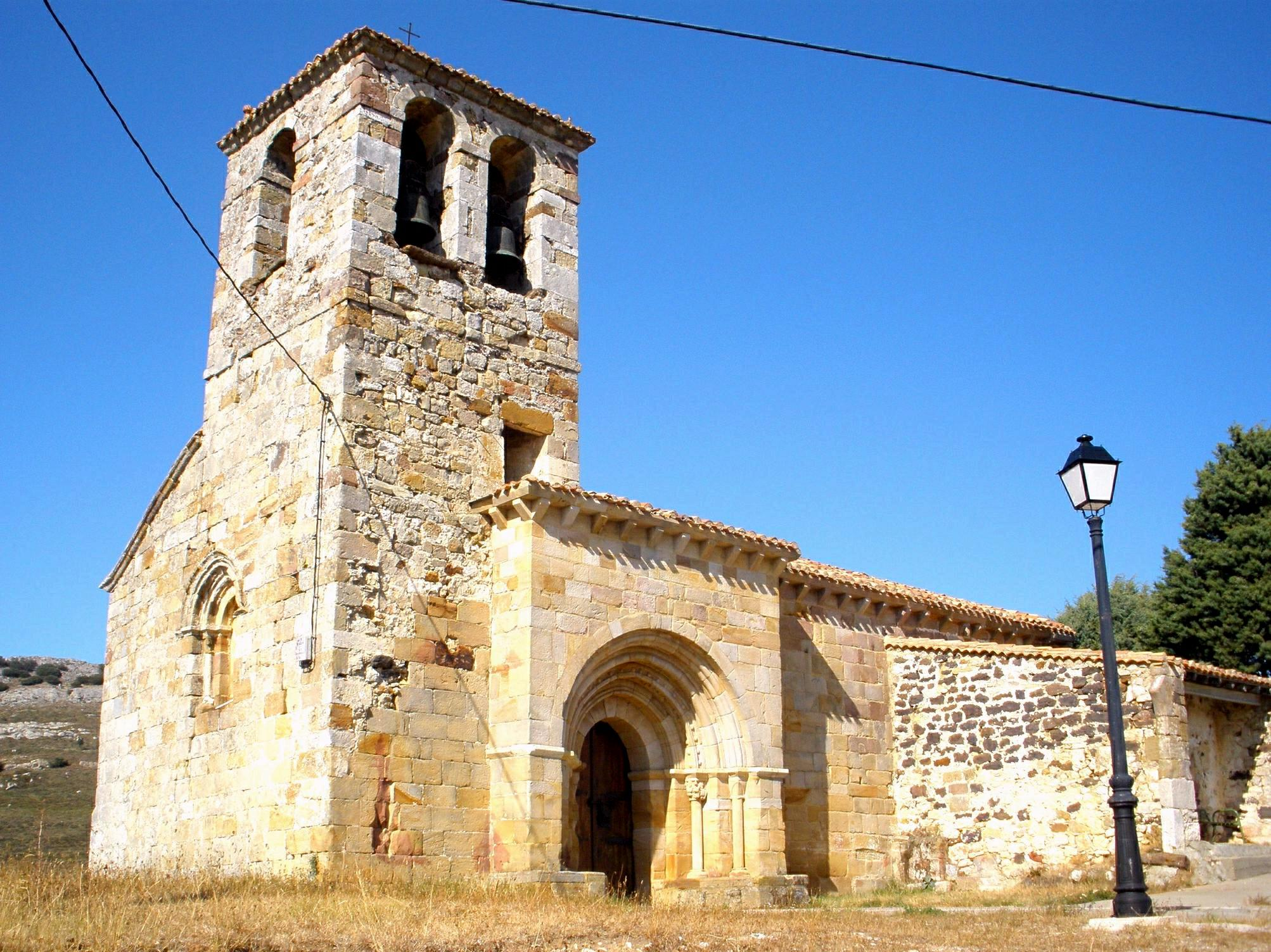
La iglesia parroquial de Basconcillos del Tozo, dedicada a San Cosme y San Damián

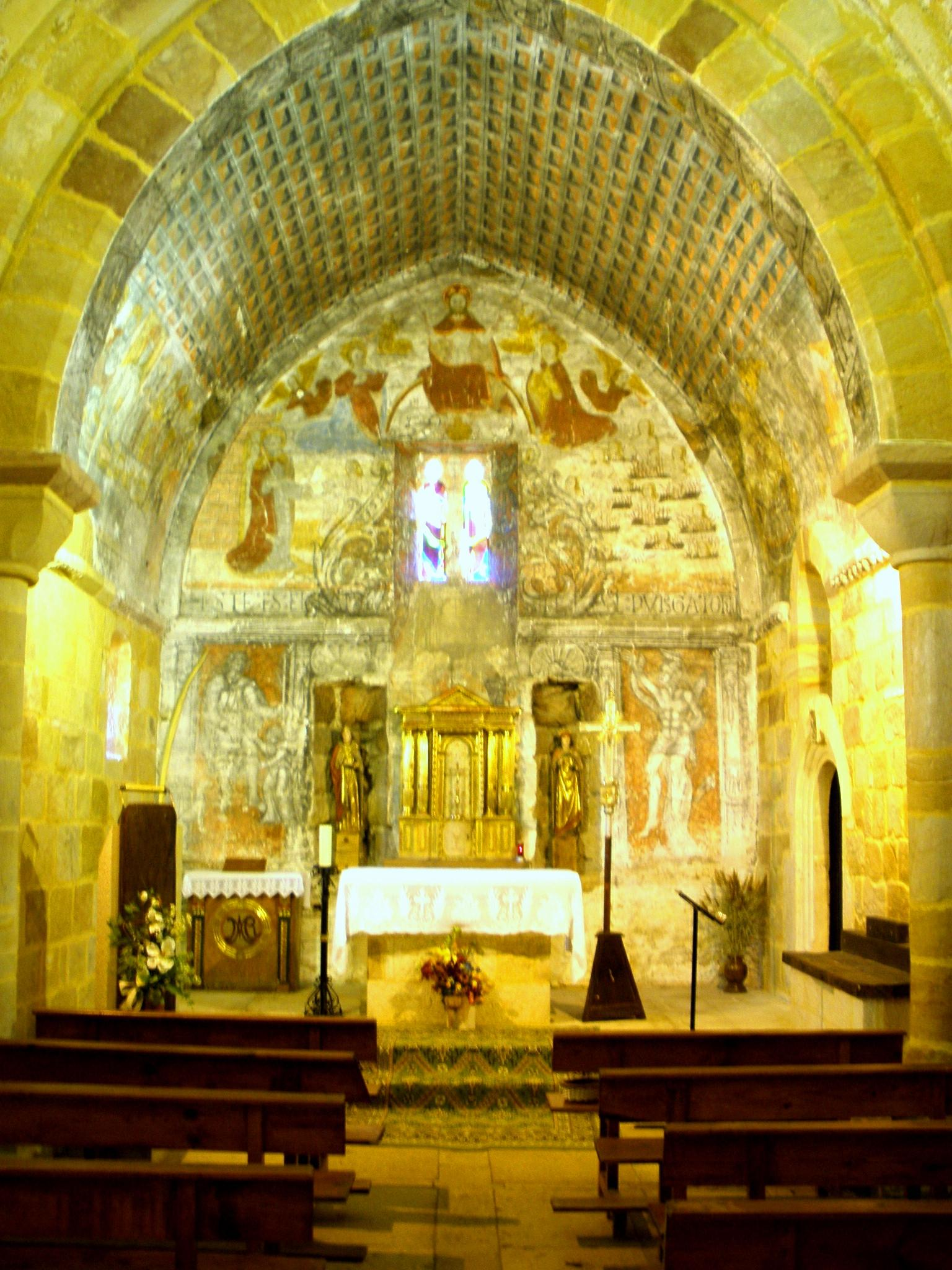
Cabecera de la iglesia, con pinturas murales

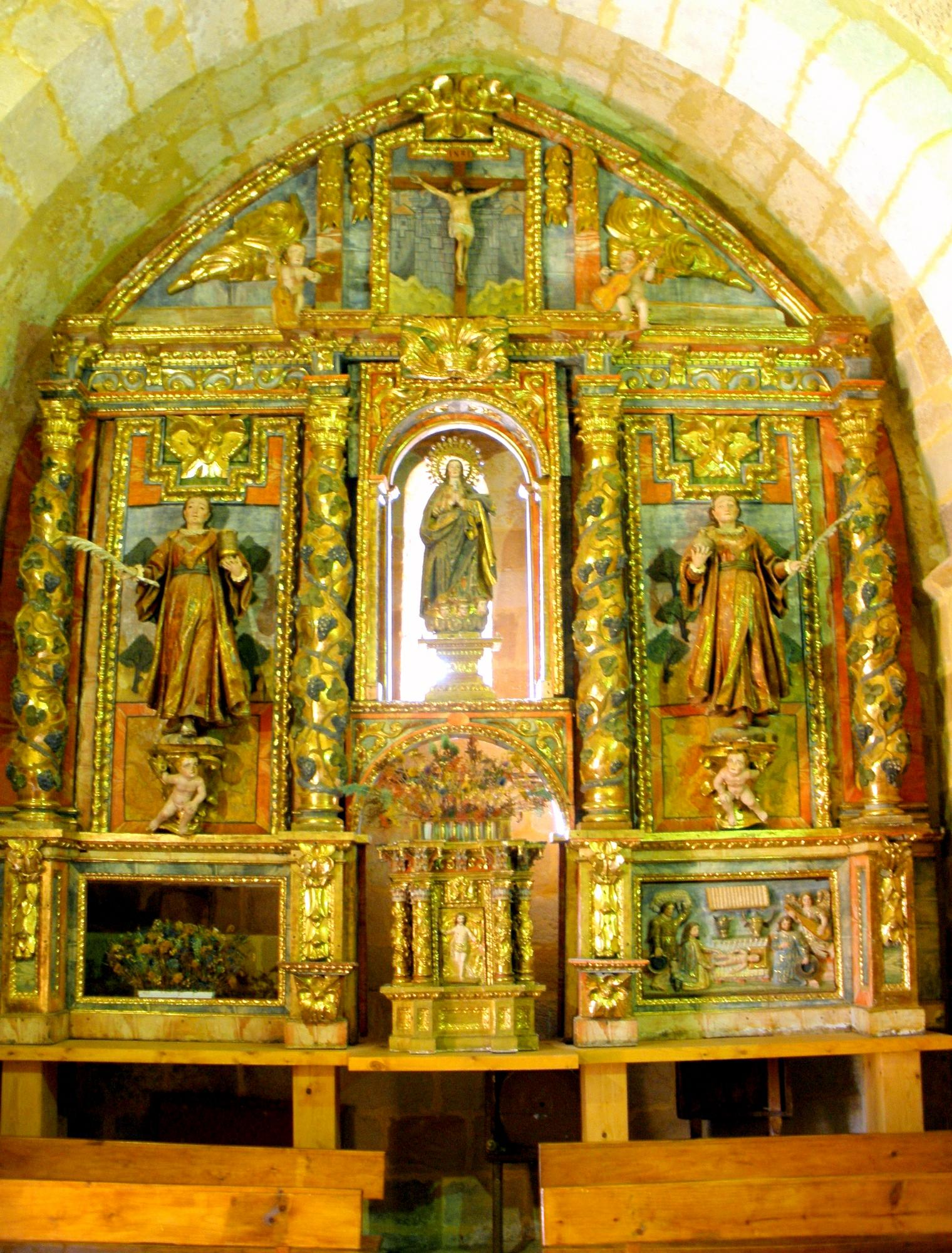
El retablo mayor de la iglesia de San Cosme y San Damián, de estilo barroco, hoy adosado a los pies del edificio, tras quedar al descubierto la cabecera, la cual luce pinturas murales

Los primeros testimonios de la presencia humana por estos lugares se remontan al Neolítico. De esa época se han encontrado varios restos en cuevas, como la de la Gargantilla en Hoyos. Arqueólogos han estudiado cuarcitas talladas y las consideran del último periodo del Paleolítico, en torno a los 7000 años antes de Cristo. Aunque la población paleolítica era nómada, encontraba en estas zonas fácil sustento.
En La Piedra se hallaron hachas, puntas de flecha de cuarcita paleolítica y un hacha neolíticas de perfecta pulimentación fechado en el 3000 antes de Cristo y que hoy se encuentra expuesto en el Museo Provincial de Burgos.
Su nombre alude a los vascones, etnónimo que denominaba hasta la alta Edad Media a una tribu prerromana.
- Desde estos alfoces se fraguó Castilla.

En el año 860, el rey Ordoño I manda al conde Rodrigo repoblar la vieja ciudad cántabra de Amaya (conquistada por Augusto, Leovigildo, Tarik y Alfonso I). Su hijo Diego Porcelos fundaría Burgos en 884 y desde entonces Castilla no pararía de extender sus territorios.
La creación de los alfoces es de capital importancia para comprender esta expansión.
La misión primordial fue desde el principio militar, participando además en la hueste regia, cuando se les requería para hacer frente a las grandes acometidas del Islam. De esta manera contribuían a la normalización del régimen aldeano y la protección a escala local.
El alfoz de Panizares, citado en 1190, incluía todo el valle de Valdelucio con un total de 19 pueblos: Trashaedo del Tozo, Prádanos del Tozo, San Mamés de Abar, Basconcillos del Tozo, Hoyos del Tozo, Arcellares, Pedrosa de Arcellares, Solanas, Corralejo, Barriolucio, La Riba, Quintanas, Llanillo, Mundilla, Villaescobedo, Fuencaliente, Paúl y Renedo de la Escalera; los DESPOBLADOS registrados en este alfoz alcanzan la cifra de 15. Los montes que limitaban por el sur a este alfoz muy bien pudieron constituir en los primeros momentos el límite meridional del primitivo baluarte de resistencia.
Primera mención
La primera mención de Basconcillos que conocemos en documento manuscrito data de 1511. Se encuentra en un Apeo de bienes y derechos que tenía en el lugar el monasterio de las Huelgas de Burgos. Hay otra impresa que tomamos de la Historia de la Casa de Lara y mienta a Basconcillos en un reparto de bienes hecho en 1458 entre dos hijas de doña Juana Manrique, señora de Montealegre. Por principios del siglo XVI, Hoyos, Barrio Panizares y Arcellares también estaban bajo el señorío de Las Huelgas.
Guerra de la Independencia
El Tozo no se libró de la invasión francesa. Por un Apeo de la Iglesia tenemos noticia de que el 20 de noviembre de 1812, de regreso a su país después de la derrota, los franceses destruyeron la Casa Rectoral de Barrio Panizares y una tradición oral proclama que también destruyeron alguna vivienda en Basconcillos. Además de saquear los pueblos.
Cuadrilla del Tozo
Lugar que formaba parte de la Cuadrilla del Tozo en el Partido de Villadiego, uno de los catorce que formaban la Intendencia de Burgos, durante el periodo comprendido entre 1785 y 1833, en el Censo de Floridablanca de 1787, jurisdicción de señorío siendo su titular el Duque de Frías, alcalde pedáneo.
La cuadrilla del Tozo lo formaban: Arcellares, Barrio Panizares, Basconcillos, Fuente Úrbel, Montorio, La Nuez de Arriba, La Piedra, Prádanos del Tozo, San Mamés de Abar, Santa Cruz, Talamillo, Venta del Tozo, Trashaedo y Úrbel del Castillo.
A finales del siglo XVIII Hoyos del Tozo pertenecía a la Jurisdicción de Villadiego.
Antiguo municipio de Castilla la Vieja en el partido de Sedano código INE- 09045

Basconcillos del Tozo: l. en la provincia, diócesis, aud. terr. y c. g. de Burgos (9leg.). partido judicial de Villadiego (4): SIT. en una extensa llanura sumamente deliciosa, combatido por todos los vientos y con un clima sano, no padeciéndose por lo común otras enfermedades, que dolores reumáticos. Tiene 8 casas y una iglesia parroquial, bajo la advocación de San Cosme y San Damián, servida por un cura párroco. Confina N. Barrio Panizares, E. Prádanos del Tozo, S. San Mamés de Abar y O. Arcellares. En su térm. se encuentran 2 fuentes de buenas aguas, sin embargo de lo cual los vecinos. se surten de las del r. para su consumo doméstico. El terreno es de 2ª y 3ª calidad, habiendo entre N. y O. un monte muy poco poblado, á causa de que la tierra no es á propósito para ello; lo baña el r. Rudrón, en cuyas aguas solo se crían cangrejos, peces y alguna que otra anguila. Los caminos son de pueblo á pueblo en buen estado, y la correspondencia se recibe de Villadiego los martes y jueves, saliendo los miércoles y viernes; PROD.: trigo, cebada y otros granos, ganado vacuno y lanar, y caza de perdices; la IND. se reduce á la agricultura y a un pequeño molino que solo trabaja durante el invierno; POBL.:7 vec., 28 alm.; CAP. PROD.: 126,110 rs.; IMP.: 11,952; CONTR.: 1,415 rs. 23 mrs. El presupuesto municipal asciende á 865 rs., que se cubren por repartimiento entre los vecinos.
Diccionario geográfico-estadístico de España y sus posesiones de Ultramar, Pascual Madoz. Madrid, 1845

La luz eléctrica
¡Se hizo la luz! pudieron exclamar los vecinos del Tozo en el año 1927, cuando desde una pequeña central hidroeléctrica instalada en el valle del Rudrón, próxima a la localidad de Hoyos del Tozo se aportó el alumbrado a un considerable número de pueblos del Tozo, Rudrón y Valdelucio. Lo malo era que esta central proporcionaba pocas horas de energía al día por la poca potencia que en ella se generaba.

## Estructura urbana
El núcleo de Basconcillos se sitúa junto a la carretera N-627 Ubierna-Aguilar, en un terreno llano. Las calles se distribuyen siguiendo la antigua carretera de Burgos que es la calle principal del núcleo.
Son calles estrechas, a excepción de la que corresponde con la antigua carretera de Burgos. Las manzanas son compactas con edificaciones con patios, cercados por muros de piedra.
La trama urbana aparece muy consolidada.
Dispone de una plaza. La iglesia se sitúa en el lado Norte del pueblo sobre un pequeño promontorio.
Por lo general las parcelas son pequeñas con frentes de fachada reducidos, y de gran fondo.

## Demografía
Basconcillos del Tozo cuenta con una población de 294 habitantes (INE 2024).
| Gráfica de evolución demográfica de Basconcillos del Tozo entre 1842 y 2021 |
| |
| Población de derecho según los censos de población del INE. Población de hecho según los censos de población del INE.Entre el censo de 1857 y el anterior, crece el término del municipio porque incorpora a Arcellares, Barrio Panizares, Hoyos del Tozo, Prádanos del Tozo, San Mamés de Abar, Talamillo del Tozo y Trashaedo. Entre el censo de 1981 y el anterior, crece el término del municipio porque incorpora a La Piedra. |

En el Censo de la matrícula catastral contaba con 7 hogares y 28 vecinos.
Entre el Censo de 1857 y el anterior, crece el término del municipio porque incorpora a 095004 Arcellares, 095012 Barrio Panizares, 095057 Hoyos del Tozo, 095098 Prádanos del Tozo, 095131 San Mamés de Abar, 095151 Talamillo del Tozo y 095159 Trashaedo.
Entre el Censo de 1981 y el anterior, crece el término del municipio porque incorpora a 09264 La Piedra, con anterioridad a esta incorporación el municipio tenía una extensión superficial de 8.927 ha. El antiguo municipio de 09264 La Piedra había incorporado previamente, entre el Censo de 1857 y el anterior, a 095048 Fuente Úrbel, 095114 La Rad y 095140 Santa Cruz del Tozo. Así, cuando pasa a integrarse el conjunto formado por las cuatro localidades tenía un extensión de 3.173 hectáreas y contaba con 95 hogares y 376 vecinos.
| 1842 |  | 1857 |  | 1860 |  | 1877 |  | 1887 |  | 1897 |  | 1900 |  | 1910 |  | 1920 |  | 1930 |  | 1940 |  | 1950 |  | 1960 |  | 1970 |  | 1981 |  | 1991 |  | 2001 |
| ---- |  | ---- |  | ---- |  | ---- |  | ---- |  | ---- |  | ---- |  | ---- |  | ---- |  | ---- |  | ---- |  | ---- |  | ---- |  | ---- |  | ---- |  | ---- |  | ---- |
| 28   |  | 910  |  | 956  |  | 1092 |  | 1157 |  | 1135 |  | 1147 |  | 1260 |  | 1228 |  | 1300 |  | 1349 |  | 1344 |  | 1258 |  | 791  |  | 595  |  | 400  |  | 374  |

Estadística diocesana

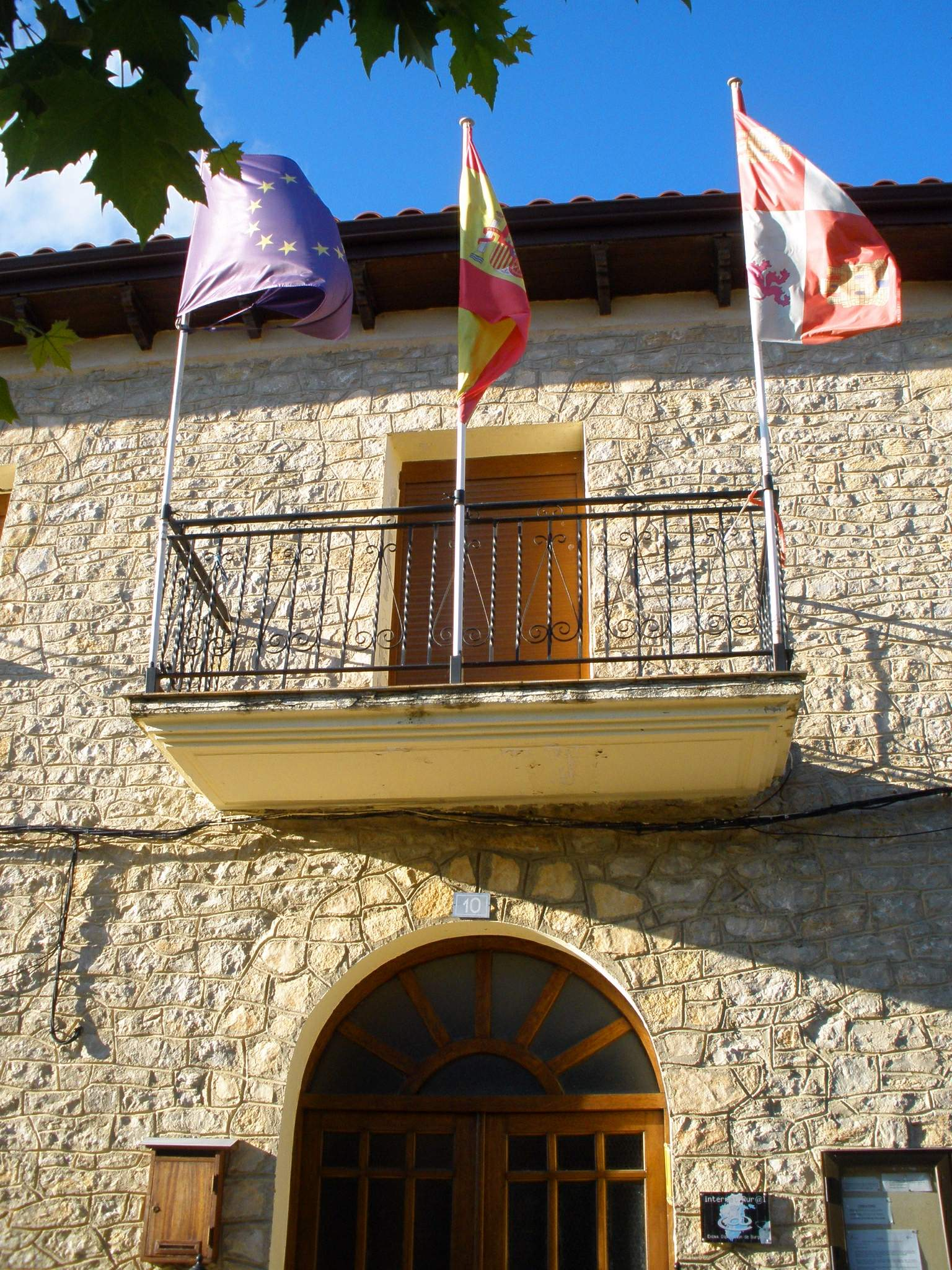
Ayuntamiento de Basconcillos del Tozo

Según la primera Estadística Diocesana realizada en el 1858, este era el número de almas que tenía cada pueblo: Arcellares, 81; Barrio Panizares 159; Basconcillos, 87; Fuente Úrbel, 110; Hoyos del Tozo, 108; La Piedra, 173; La Rad, 67; Prádanos del Tozo, 79; Santa Cruz, 155; San Mamés de Abar, 173; Trashaedo, 91 y Talamillo, 125. Todos estaban incorporados a la Vicaría de La Rad.
Éxodo
Desde la década de los 60 la zona ha perdido cerca de 1.000 habitantes. Esta despoblación en parte se debió a las malas condiciones agrícolas como consecuencia de la calidad y posibilidades de la tierra. Pero sobre todo se debió al afán de progresar de los jóvenes, que emigraban hacia los puntos de actividad industrial.

## Economía
Denominaciones de origen
Lechazo de Castilla y León (Prod., Sac. y faenado)
La patata de siembra y los cereales son sus principales fuentes de ingresos junto al ganado ovino (Este ya menos últimamente) y vacuno. El pueblo dispone de un buen sistema de regadío para las patatas que prácticamente lleva el agua a todas las tierras de cultivo; esto se debe a las presas que almacena durante el año el agua suficiente para el regadío. Las heladas, frecuentes en el pueblo, dañan en ocasiones la cosecha de patatas, y el granizo apedrea algunos años los trigales en verano.
La gastronomía de la zona se caracteriza por la abundancia de unos buenos productos naturales. Pan artesanal, elaborado en su panadería con un amplio surtido de productos elaborados de manera tradicional, verduras frescas y ecológicas, legumbres, sabrosas patatas de los páramos, setas de cardo, truchas criadas en las transparentes y puras aguas del río Rudrón, corderos, derivados de la matanza del cerdo -en especial chorizos curados al humo y morcillas de sangre y arroz-, lentejas, sopas de ajo, platos de caza, miel de abeja, marmitako, y el hornazo y torrija en Semana Santa. Sobre todos estos productos destacan los derivados de la matanza. La matanza era una ceremonia importante en la vida del pueblo. La carne de chon era la base alimenticia de todo el año y por eso representaba un acto social de especial relevancia.

## Comunicaciones
El acceso rodado desde el exterior al municipio se realiza desde la Carretera Nacional N-627. La comunicación es buena.
Las calles del pueblo están en su mayoría pavimentadas.
La carretera que une Burgos con Aguilar y que permitió a partir de entonces una mejor comunicación con la capital burgalesa se hizo en el año 1915. Dos años más tarde empezó a funcionar el servicio de coche de línea regular, que en un principio solo llegaba hasta Santa Cruz.
- N-627  Burgos–Aguilar de Campoo

En proyecto está una nueva autovía que tendrá su punto de partida en Burgos. Se trata de la A-73 que unirá Burgos con la cornisa cantábrica a través de Aguilar de Campoo.
- A-73  Burgos-Aguilar de Campoo.

Histórico
- Calzada romana: Deobrigula – Vellica

- Camino de rueda: Burgos – Aguilar de Campoo – Reinosa

- Camino Real: Santander – Reinosa – Aguilar de Campoo – Burgos

El primer acceso a la meseta quedó concluido con este Camino Real Santander-Reinosa, que continuaba hasta Burgos.
- Vía pecuaria

En el término municipal de Basconcillos, existe una vía pecuaria denominada “Colada del Camino Real de Burgos a Aguilar”. Procede del término municipal de Úrbel del Castillo, alcanza el de Basconcillos del Tozo en su pedanía de La Piedra, donde está clasificada por orden Ministerial del 17 de octubre de 1972 (BOE 9/11/72) en este antiguo término municipal, hoy anexionado al de Basconcillos del Tozo, queda representada en los actuales polígonos 115, 116, 117 y 110 del catastro de rústica.
Entra, pasando por Santa Cruz, Fuente Urbel, y La Rad, en la pedanía de Trashaedo por “La Cruz Blanca” continuando por el Camino Real y torciendo a la izquierda antes de alcanzar una balsa; atraviesa la carretera nacional y discurre a su izquierda y paralela a la misma hasta alcanzar el arroyo de “Camporredondo” continuando a su izquierda atravesándole y alcanzando otra vez la carretera al pago denominado “La Sal”.
A partir de este momento coincide con el trazado de la carretera, entra en la pedanía de Prádanos del Tozo y ambas vías coinciden en su recorrido hasta alcanzar la antigua carretera que entraba en el pueblo de Basconcillos del Tozo, hoy calle Carretera de Burgos a Aguilar atraviesa la población y sale de la misma por el camino Real, pasando por el pago de “Las Corvillas” alcanzando otra vez la carretera general. A partir de ese momento y hasta alcanzar el vecino término de Valle de Valdelucio en su anejo de Pedrosa, el trazado de la vía pecuaria y la carretera son coincidentes.
Esta vía pecuaria posee una anchura variable y una longitud dentro del término municipal de 17,5 km aproximadamente, siendo su dirección sudeste-noroeste.

## Símbolos
El ayuntamiento usa como símbolos el escudo y el pendón de la comunidad autónoma.

## Política y administración

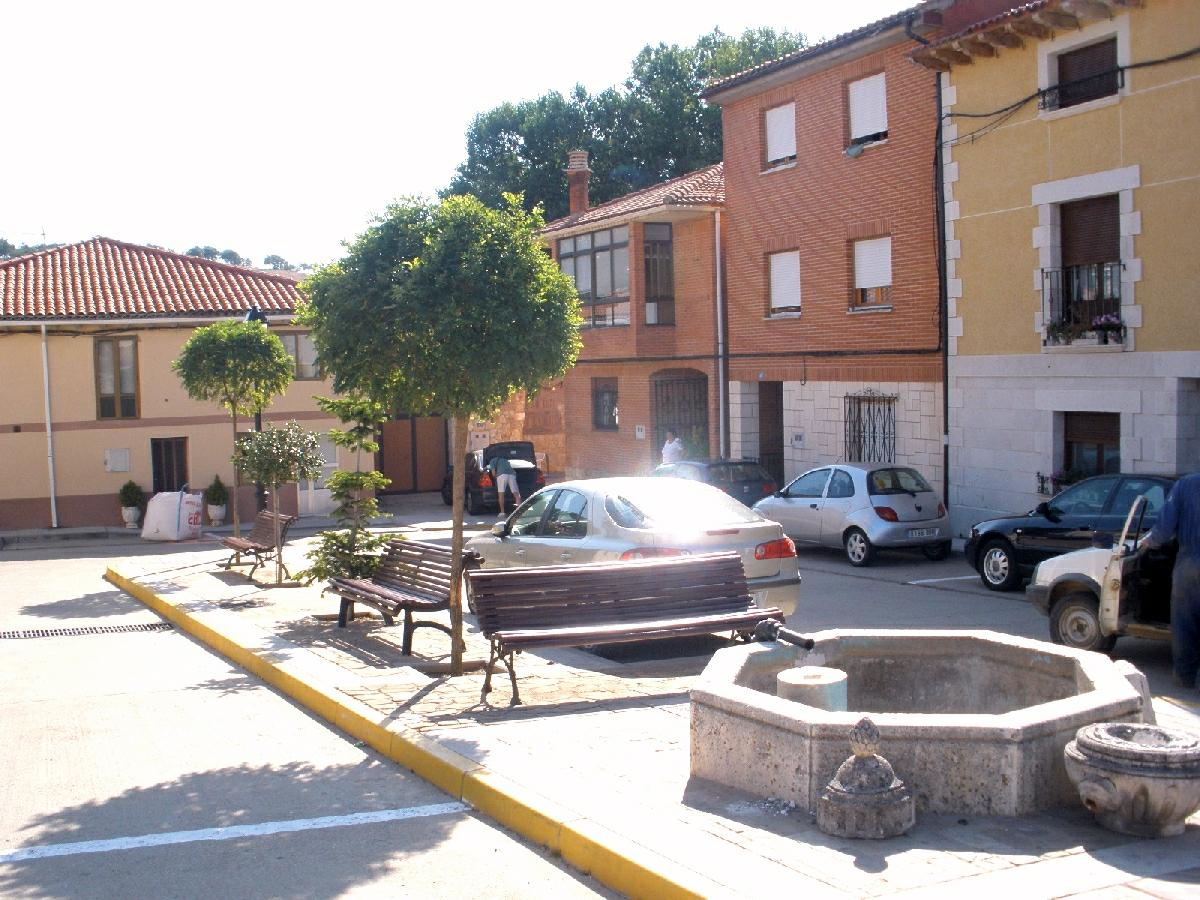
Vista de Basconcillos del Tozo

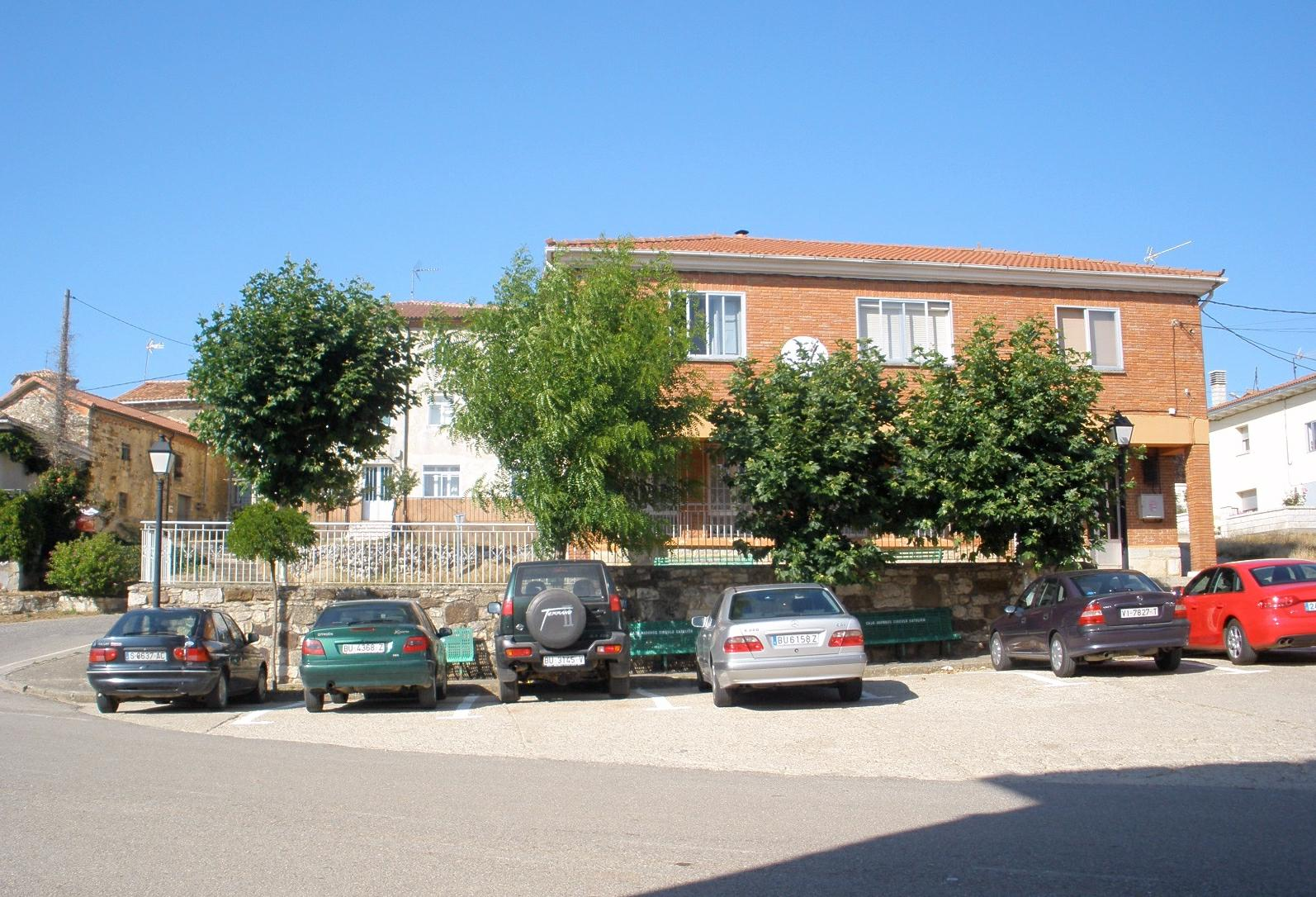
Vista de Basconcillos del Tozo

Presupuesto municipal: 317.093,81 Euros (año 2008)
- Mancomunidades: Páramos y Valles

Municipios: Basconcillos del Tozo, Sargentes de la Lora, Tubilla del Agua, Valle de Sedano
Fines:
1. Servicio de recogida de basuras y posterior tratamiento.
2. Servicios Sociales.

Alcaldes: del municipio José María Ruiz Villalobos y pedáneo Santiago Gutiérrez Arce, ambos del Partido Popular.
El municipio además de la Entidad Local Menor correspondiente a su capital, abarca otras once pedanías:
- Arcellares
- Barrio Panizares
- Fuente Úrbel
- Hoyos del Tozo
- La Piedra
- Prádanos del Tozo
- La Rad
- San Mamés de Abar
- Santa Cruz del Tozo
- Talamillo del Tozo
- Trashaedo

## Cultura

### Patrimonio
Patrimonio histórico
- Yacimiento: Valladar
- Localización:

Saliendo del casco urbano de Basconcillos del Tozo hacia el este por la carretera que se dirige hacia Sargentes de La Lora siguiendo 500 m hasta donde arranca el camino de la Venta el yacimiento se encuentra en este punto en los sembrados de la derecha de la carretera
- Descripción general:

El yacimiento se localiza a los pies de un relieve residual en la vega de la margen derecha de un pequeño arroyo subsidiario del río Rudrón, sobre suelos arenosos, a la entrada de la garganta, hoy utilizada como acceso de la carretera que se dirige a Barrio – Panizares.
Se identifica el despoblado medieval y moderno por la presencia de elementos constructivos, abundantes fragmentos de teja curva y bloques de caliza amontonados al borde del camino, y cerámicas a torno por toda la superficie (5 ha). En un área más limitada (0,5 ha) en la zona NE del yacimiento se documenta una ocupación prehistórica con cerámica a mano y sílex.
- Puente: Río Hurón
- Descripción:

Un arco rebajado, sin pretil, sillería. Restos de calzada.
- Casa solariega.

Patrimonio natural
Hoces del Alto Ebro y Rudrón.

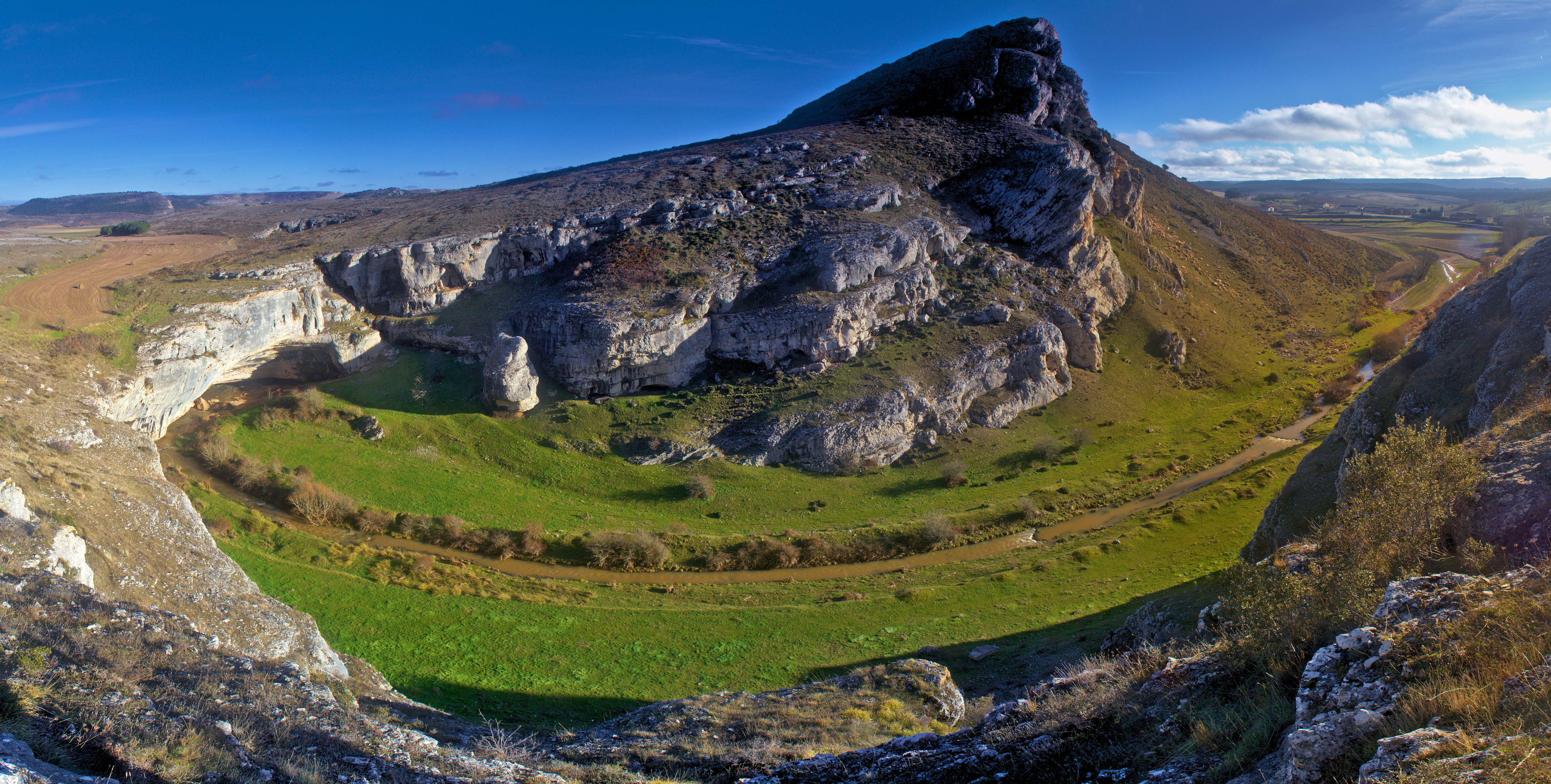
Cueva del Agua, o de los Moros, en Basconcillos del Tozo

Las hoces del Rudrón es de los más importantes espacios del entorno. El río Rudrón, poco después de Basconcillos del Tozo se sumerge en un hundidero (fenómeno kárstico por disolución de la roca caliza) y vuelve a aparecer como nacedero en la Cueva del Agua, o del Moro, en Barrio Panizares. Posteriormente se encajona en hoces hasta afluir al río Ebro en Valdelateja, donde además se encuentra un manantial de aguas termales que ha dado lugar a un balneario. Poco antes de Valdelateja, en Covanera, está el Pozo Azul, un nacedero en forma de pozo cuyas aguas cristalinas son bellamente azuladas.
Municipios (Páramos) de referencia: Los Altos (8.473 ha), Basconcillos del Tozo (3.672 ha), Sargentes de la Lora (4.640 ha), Tubilla del Agua (7.844 ha), Valle de Sedano (12.278 ha),
LIC denominado Humada-Peña Amaya, ZEPA denominada Humada-Peña Amaya y el LIC denominado Riberas del río Arlanzón y afluentes río Urbel
Las ZEPA y los LIC (Lugar de Importancia Comunitaria), la antesala de lo que en un futuro próximo se conocerán como ZEC (Zonas de Especial Conservación) forman parte de la RED NATURA 2000, atendiendo respectivamente a la Directiva Comunitaria 79/409/CEE, relativa a la Conservación de las Aves Silvestres, y a la directiva 92/43/CEE, sobre hábitats. Estos lugares protegidos son sitios privilegiados desde el punto de vista ambiental y pueden llegar a ser un importante motor de desarrollo socioeconómico para una Comarca tan deprimida como ésta. La conservación de las aves en España y toda Europa depende, hoy en día de una adecuada gestión de las aéreas rurales, gestión a la que inexorablemente deberán destinarse fondos europeos, cada vez en mayor medida.
Municipios (Páramos) de referencia: Humada, Basconcillos del Tozo, Rebolledo de la Torre y Úrbel del Castillo.
La cueva del agua o cueva de los moros

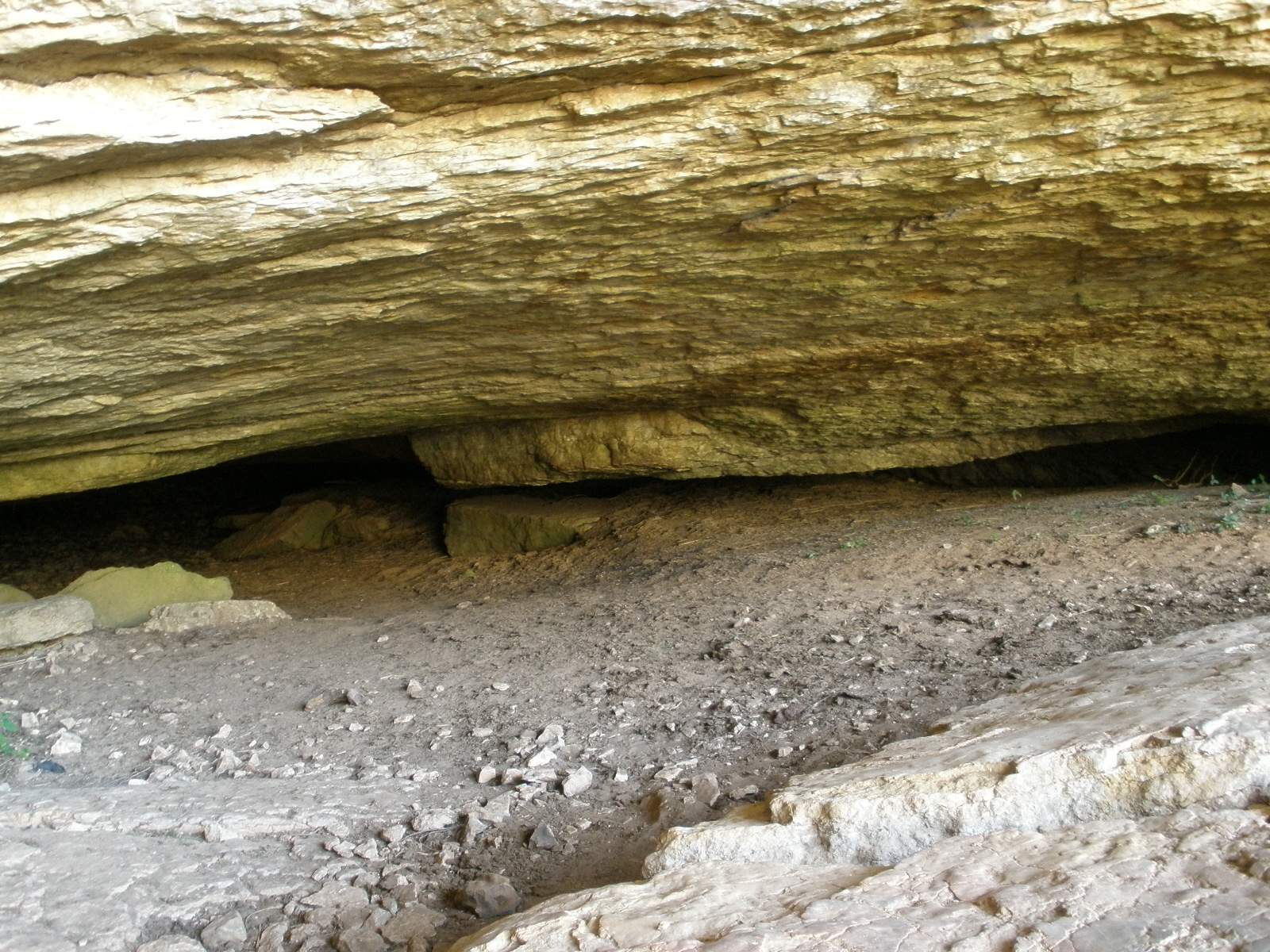
Sumidero del río Hurón y entrada a la Cueva del Agua

En ella se sume el río Hurón para aparecer de nuevo, tras cerca de cuatro kilómetros de recorrido subterráneo, como río Rudrón. La caverna, también llamada Cueva de los Moros, y su entorno están poblados de misteriosas leyendas protagonizadas por enormes y monstruosas serpientes. La Cueva del Agua se abre en el fondo de un cerrado y uliginoso anfiteatro rocoso. Su gran portalón de entrada, por el que se precipitan las aguas del Hurón, permite acceder a una gran sala subterránea. Por sus dimensiones —10.290 m²— es la segunda en extensión de toda la provincia burgalesa. Otra gran sala ascendente, la Sala de las Dunas, enlaza con la Hoya de los Caracoles, una enorme dolina en la que se abren las dos surgencias por las que vuelve a brotar el río. El desarrollo total de la cavidad de Basconcillos del Tozo es de 3.310 metros. Las dimensiones de la cueva y el hecho de que en ella desaparezcan las aguas de un río han favorecido la aparición de fantásticas leyendas sobre la misma. Todo ello hace que la cueva de Basconcillos sea un atractivo punto de encuentro para grupos de espeleólogos de toda España.
Patrimonio geológico
Desde 2017, el municipio se encuentra incluido en el Geoparque Las Loras, el primer geoparque de la Unesco en Castilla y León.

### Fiestas
La fiesta patronal es el 26 de septiembre, día que se celebra el Santo de San Cosme y San Damián, santo que da nombre a la iglesia parroquial del pueblo.

### Museo etnográfico
La localidad cuenta con un museo etnográfico. Félix Arroyo, vecino de la localidad, fue durante muchos años el herrero y mecánico del pueblo y de los valles cercanos. Una vez jubilado ha ido reunido los más variopintos utensilios, muchos relacionados con el oficio de su padre y de él y otros muchos relacionados con las labores del mundo rural.
Actualmente y sin entendimiento con el Ayuntamiento de Basconcillos del Tozo lo ha donado al Ayuntamiento de Medina de Pomar, dejando sin estas joyas a las generaciones venideras.

### Deportes
Desde el año 2018 y con el esfuerzo de un puñado de jóvenes, nace el equipo de fútbol de El Tozo, EL TOZO CF.
Actualmente compiten en el Trofeo de Fútbol Diputación de Burgos, juntando cada fin de semana a numerosos vecinos y amigos entorno al balón.
También se han realizado otros eventos deportivos durante la época estival, como el torneo de fútbol interpueblos o la vuelta ciclista a El Tozo.

## Parroquia
Románica (enlace roto disponible en Internet Archive; véase el historial, la primera versión y la última).
- Párroco: José Valdavida Lobo